# Harold Gillies
Sir Harold Delf Gillies (Dunedin, 17 giugno 1882 – Marylebone, 10 settembre 1960) è stato un chirurgo neozelandese, considerato il padre della moderna chirurgia plastica.

## Biografia

### Famiglia e formazione
Harold Delf Gillies nacque il 17 Giugno 1882 a Dunedin, in Nuova Zelanda, da Robert e Emily Gillies. Primo di otto figli, rimase orfano di padre a soli quattro anni. Malgrado ciò, la famiglia non rimase indigente poiché il padre era stato un ricco proprietario terriero, un membro del Parlamento ed una figura di spicco nella comunità imprenditoriale di Dunedin.
La situazione economica della famiglia permise a Gillies di frequentare il Wanganui College, una delle scuole pubbliche più importanti della Nuova Zelanda, per poi trasferirsi in Inghilterra nel 1903. Qui, presso il Gonville e Caius College dell’Università di Cambridge, studiò Scienze Naturali. Laureatosi nel 1905, fu ammesso alla scuola di medicina del St Bartholomew’s Hospital (Barts) a Londra. Per tutto questo periodo Gillies accompagnò i suoi studi con l’attività sportiva raggiungendo un buon livello nel cricket, nel golf e nel canottaggio. Al Barts continuò a praticare golf e canottaggio tanto da giocare persino per la nazionale inglese. Le abilità naturali di Gillies non erano confinate solo all'ambito sportivo; dimostrò di essere anche un pittore competente, il cui talento emerse durante la giovinezza e culminò con una mostra dei suoi lavori nel 1948 presso la Galleria d'arte Foyale, di Londra.

### Carriera

#### La prima guerra mondiale
Nel 1908, Gillies cominciò a dedicarsi a tempo pieno alla professione medica. Divenne chirurgo “junior” (l’equivalente italiano di colui che frequenta la specializzazione e al contempo lavora in ospedale) presso il Barts sotto la guida di Sir D’Arcy Power. Fu proprio in questo contesto che fiorì la sua passione per la chirurgia. Nel 1910 fu nominato assistente chirurgo di Sir Milsom Rees ed in seguito divenne otorinolaringoiatra presso il General Hospital di Tottenham. Successivamente accettò il posto di ufficiale medico in una spedizione in Egitto alla ricerca delle tombe perdute nella Valle dei Re.
Con lo scoppio della prima guerra mondiale, Gillies fu arruolato nel Royal Army Medical Corps con il grado di Capitano e fu inviato a Wimereux in Boulogne, dove si occupò di interventi di chirurgia generale. Qui conobbe il dentista Sir Charles Valadier, il quale voleva istituire un'unità di chirurgia maxillo-facciale per i soldati feriti dalle schegge dei proiettili. Il problema della chirurgia facciale aveva un peso notevole in questo periodo poiché l'artiglieria pesante, i gas tossici e le tecniche di combattimento adottate nel conflitto producevano ferite di notevole gravità. I chirurghi del fronte, prima dell'apertura di tale unità, non curavano adeguatamente questi infortuni, suturando assieme i pezzi di pelle rimanenti. In questo modo, quando si assestava la cicatrice, la carne si irrigidiva e provocava orribili smorfie. Inoltre, le forme assunte dalla pelle causavano molteplici problemi legati alla vista e alla respirazione.
Gillies scriverà nel 1957 a proposito del suo incontro con Valadier:"A Boulogne c'era un grande uomo grasso dai capelli color sabbia e dal volto rubicondo, che aveva equipaggiato la sua Rolls-Royce con poltrona odontoiatrica, trapani e i ferri necessari. Il nome di quest'uomo era Charles Valadier. Si batté fino a quando ebbe otturato d'oro tutti i denti residui nel General Hospital Quarter britannico. Con i generali legati alla poltrona, li convinse della necessità di un'unità di plastica e mascellare ... il merito di averla creata, che ha così facilitato il successivo progresso della chirurgia plastica, deve andare alle notevoli doti dialettiche dello scaltro e geniale Sir Charles Valadier".
Reginald Pound, giornalista e biografo britannico riporterà nella biografia "Gillies, surgeon extraordinary": "Gillies potrebbe essere in debito dell'esperienza e dell'abilità di Valadier di più di quanto fosse disposto ad ammettere."
Nel 1915 si spostò a Parigi dove fece visita al medico-chirurgo orale Hippolyte Morestin, il quale fu molto contento di mostrargli le tecniche di chirurgia che aveva sviluppato. In particolare il chirurgo francese gli mostrò come rimuovere il cancro dalla faccia con successiva riparazione plastica dei difetti.
Gillies capì, durante questo periodo, l'importanza di istituire negli ospedali centri specializzati per combattere i problemi degli infortuni facciali. Verso la fine del 1915 tornò in Inghilterra e, assieme al Colonnello Sir William Arbuthnot Lane, direttore del Cambridge Hospital ad Aldershot (noto anche come Cambridge Military Hospital), fondò l’unità sperimentale di chirurgia plastica. La prima operazione, presso l’ospedale, fu fatta da Gillies nel febbraio 1916, introducendo, per la ricostruzione di parti del corpo danneggiate, l'uso di tessuti vivi del paziente.

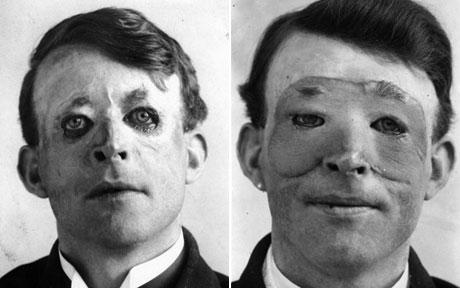
Walter Yeo, un marinaio ferito durante la Battaglia di Jutland, fu la prima persona a ricevere un trattamento chirurgico 1917. La fotografia mostra l'uomo prima (sinistra) e dopo (destra) dopo l'intervento di Gillies.

Nel 1916, su richiesta di Sir William Arbuthnot Lane, che aveva riconosciuto il potenziale di questa branca della chirurgia nella cura dei feriti di guerra, la Croce Rossa e l’Ufficio della Guerra inglese requisirono una villa a Frognal, di proprietà di un certo John Robert Townshend, ed eressero un complesso ospedaliero fuori da Sidcup. Gillies e il suo team si trasferirono lì. Nel team, oltre agli infermieri e agli assistenti chirurghi, vi erano i chirurghi-dentisti C.A.B. King e Kelsey Fry, il capo radiologo Multrea Johnston, il fotografo Sidney Walbridge e il pittore Henry Tons, responsabile della Slade School of Fine Art. Il compito di quest'ultimo era quello di rappresentare i risultati delle operazioni eseguite per avere una testimonianza. Gillies poteva, in questo modo, correlare le tecniche conosciute alle operazioni pratiche effettuate (con tutte le loro complicazioni) in modo da trovare ispirazione per nuovi metodi.
L’unità si espanse velocemente e con essa anche il numero dei pazienti provenienti dai campi di battaglia. Divenuto troppo piccolo il complesso ospedaliero di Frognal per le esigenze da affrontare, nell’agosto 1917 l’unità si spostò al Queen Mary’s Hospital, una struttura costruita sempre sul terreno di Frognal, a Sidcup. Furono reclutati chirurghi dalle colonie dell'Impero Britannico. Otto chirurghi britannici lavorarono con lui e perciò è possibile vedere in Gillies la figura responsabile dell’insegnamento della prima generazione di chirurghi plastici della Gran Bretagna.
Nel Queen Mary's Hospital, Gillies conobbe il chirurgo-dentista statunitense Varaztad Kazanjian. Egli era giunto in Francia nella metà del 1915 con la Harvard Surgical Unit e operò per un certo periodo in Sidcup. Fu l'occasione dove i due chirurghi considerati padri della chirurgia plastica moderna ebbero la possibilità di confrontarsi.
Il personale traguardo raggiunto da Gillies durante questi due anni fu lo sviluppo del metodo del "peduncolo tubolare". Questa tecnica di trasferimento di tessuti da una parte all’altra del corpo fu direttamente ispirata al lavoro del XVI secolo del chirurgo italiano Gaspare Tagliacozzi. Il principale contributo di Gillies alla tecnica includeva un ingegnoso metodo di Blefaroplastica per curare l’ectropion degli occhi. Alla fine della guerra, circa 5.000 pazienti erano stati sottoposti alle cure di Gillies. Incredibilmente, solo dieci di questi furono considerati sfigurati, incurabili dal Ministero delle Pensioni e, per questo, Gillies fu inserito nell'Ordine dell'Impero Britannico per il valoroso servizio prestato alla nazione.

#### L'anno della scelta
Il 1919 fu un anno triste per Gillies. La squadra dei chirurghi a Sidcup si disgregò rapidamente; i membri ritornarono o alle loro specialità prebelliche, oppure, nel caso di coloro che provenivano dai Dominions, ai loro paesi d’origine. Il Ministero della Guerra per sostituire questa perdita nominò un nuovo chirurgo qualificato, il Capitano Thomas Pomfret Kilner, presso l'unità del Queen Mary's Hospital. Questo fu l’inizio di una stretta collaborazione che durò fino al 1930.

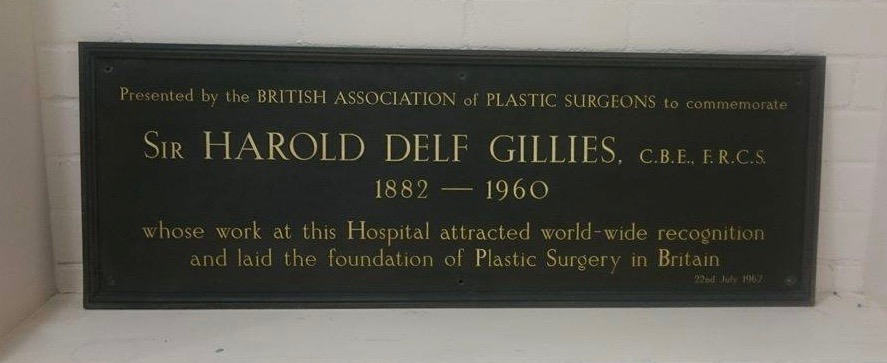
Targa in onore di Harold Gillies presso il Queen Mary's Hospital di Sidcup

Gillies ora aveva due alternative. La prima era la proposta fattagli da Sir Milsom Rees per un ritorno all’assistentato che aveva lasciato nel 1915 e che gli avrebbe garantito sia sicurezza economica che successo professionale. La seconda alternativa era quella di rivolgersi al suo vecchio ospedale, il St Bartholomew’s Hospital, per un assistentato, dove nonostante l’incarico relativamente minore, egli alla fine avrebbe avuto la possibilità di fare pratica con la chirurgia plastica. Con un po' di rammarico, dopo un lungo esame di coscienza, Gillies decise di abbandonare il mondo che Sir Milsom Rees gli aveva offerto e contattò il St Bartholomew’s Hospital. Gli furono immediatamente offerti due posti di lavoro: quello di assistente in chirurgia generale, con la possibilità di far pratica con la chirurgia plastica, e quello di vicecapo del Reparto di otorinolaringoiatria. Accettò la seconda con entusiasmo.
Nel contempo Gillies era stato anche invitato a visitare l’America da alcuni amici con cui aveva condiviso dei momenti e speso del tempo a Sidcup. Fu lieto di sfuggire all'atmosfera di reazione e delusione dell'Inghilterra postbellica e, armato di settecento slides da mostrare, intraprese il lungo viaggio in mare. Qui dovette far fronte ad una cocente delusione. Un oftalmologo che lavorava ad Odessa lo aveva anticipato nella pubblicazione del metodo del peduncolo tubolare per trasferire tessuti. Tuttavia, le settimane ricche di lettura e convegni lo aiutarono a riprendersi da questa profonda situazione di sconforto. Egli presentò le sue slides ad un incontro sulla chirurgia dentale a Chicago, illustrando il lavoro svolto a Sidcup, cui fecero seguito una conferenza all’American Dental Association in New Orleans e un incontro sulla chirurgia a New York. Durante tutti questi viaggi ebbe plausi e lodi da parte dell’American Medical Association.
Nel 1920 fu pubblicato il suo libro Plastic Surgery of the Face (chirurgia plastica del viso) dalla casa editrice inglese di proprietà dell'Università di Oxford, ove venivano dettati i principi della moderna chirurgia plastica. Il suo libro diede inizio ad un cambiamento epocale nel mondo della chirurgia plastica e confermò la reputazione che si era guadagnato durante la guerra. Infatti, a Gillies si attribuisce la creazione della chirurgia plastica e ricostruttiva. I chirurghi di tutte le parti del mondo adottarono i suoi nuovi metodi tanto che molte delle sue tecniche sono utilizzate ancora oggi.
Fu definito dai suoi pazienti “l’ultima spiaggia”: ad esempio, nel 1922 gli fu chiesto di visitare un ragazzo di 19 anni, che aveva avuto un’ulcera invalidante al ginocchio sinistro per sette lunghi anni ed era stato portato in ospedale per un’amputazione. Furono messi a punto una serie di tentativi per innestare tessuto cutaneo e fermare l’ulcera, ma tutti furono un fallimento. Gillies, invece, riuscì a ridare al ragazzo il completo movimento del suo ginocchio usando la tecnica del peduncolo tubolare. Durante questo periodo sviluppò anche la tecnica del lifting facciale, ma fece poco o nulla per incoraggiare i suoi pazienti ad intraprendere questo trattamento poiché egli stesso era spaventato dall’idea di essere definito “il chirurgo della bellezza”. Tuttavia, a partire dal 1927, dopo anni di pratica, si sentì sufficientemente sicuro del suo lavoro da portare avanti e migliorare le tecniche della chirurgia estetica che aveva sviluppato.
Fu durante questi anni che Gillies e la sua famiglia si trasferirono a Queen Anne Street, dove nel 1930 venne realizzata la London Clinic, un’idea rivoluzionaria di ospedale privato, finanziata da membri dell'American Medical Profession. Quell’anno fu significativo per Gillies, che ricevette il più alto dei riconoscimenti: divenne cavaliere del Re Giorgio V per i servizi prestati al suo paese durante la Grande Guerra del 1914-1918.

#### I successi professionali tra il 1930 e il 1939
In quello stesso anno, Gillies fu nominato primario di chirurgia plastica al St Bartholomew’s Hospital. Questa fu una delle esperienze più emozionanti per lui: ottenne il riconoscimento per cui aveva tanto lottato, riconoscimento non solo personale ma anche della chirurgia plastica che venne accettata nella sfera della chirurgia; di questo Gillies era orgoglioso.
Nel 1932 egli ebbe una flebite (trombosi di una vena superficiale) al piede destro e fu costretto a letto per otto settimane; per colmare le ore di immobilità, prese lezioni di pittura e disegno. Scoprì che anche altri medici si rilassavano con la pittura e fondò, per questo motivo, la Medical Art Society.
Nel 1934 Gillies fu eletto Fellowship della Royal Colleges of Surgeons. Negli anni che precedettero la seconda guerra mondiale, molte celebrità lo consultarono, tra cui Leopoldo, il re del Belgio; era, senza alcun dubbio, il chirurgo preferito dall'alta società. Nel 1938 fu invitato all’incontro della Medical Society di Berlino: nonostante guardasse con disgusto il crescente sviluppo del nazismo, fu comunque accolto con un busto di bronzo di Rudolf Virchow. L’ultimo scritto che egli pubblicò prima dello scoppio della guerra, riguardava le tecniche per la mastoplastica.

#### ‘‘L’artista-chirurgo” della Seconda Guerra Mondiale

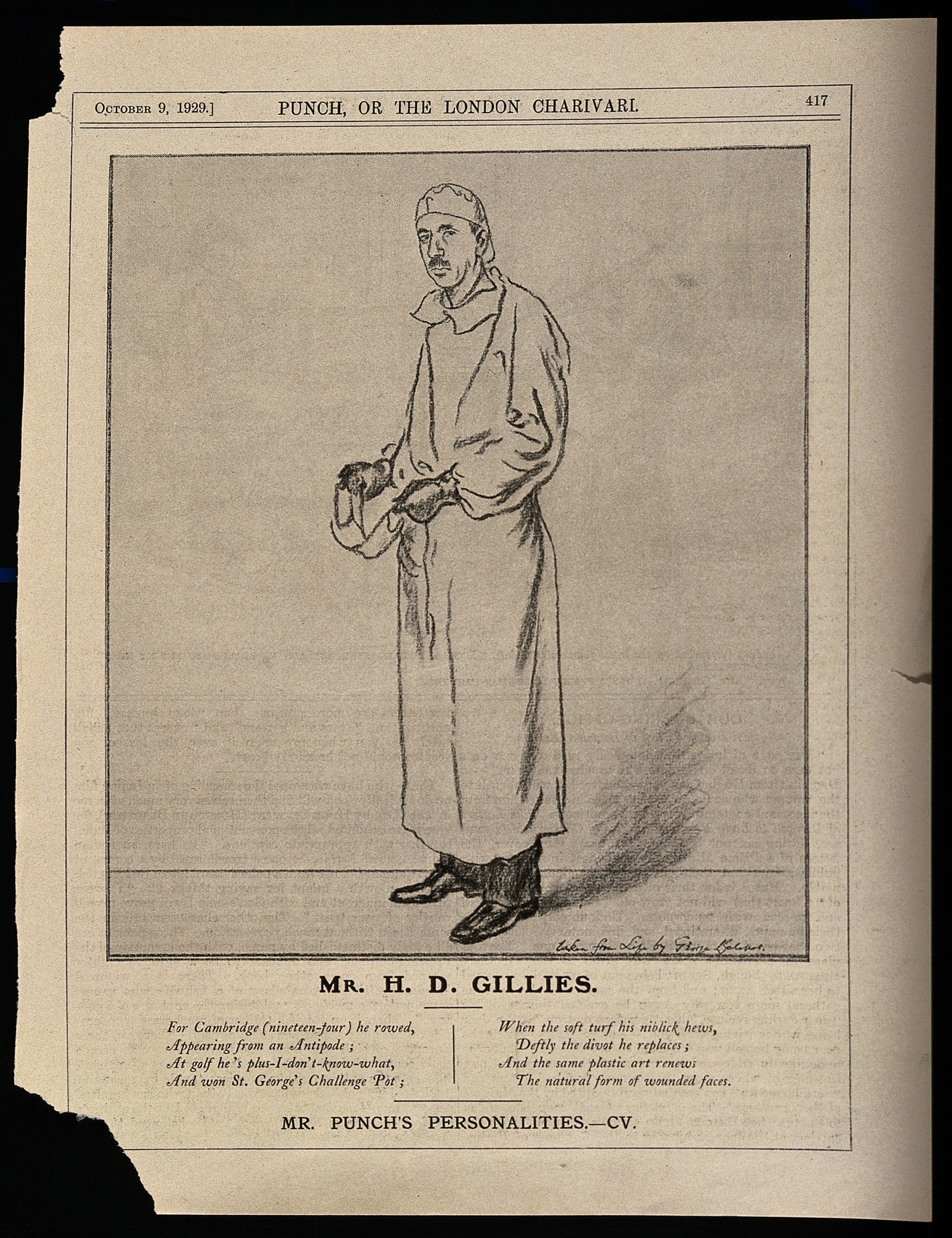
Stampa di un ritratto di Harold Gillies, realizzato dal caricaturista inglese George Belcher.

Nel 1938, poco prima dello scoppio della seconda guerra mondiale, vennero messi a punto nuovi piani per lo spiegamento dei servizi medici. A Gillies, visto il ruolo di chirurgo plastico, nonché consulente delle forze armate e del Ministero della salute, venne chiesto di sviluppare progetti per l’organizzazione di servizi di chirurgia plastica in caso di emergenza nazionale. Selezionò vari siti per le unità e scelse per sé il Park Prewett Hospital (con una dépendance privata, la Rooksdown House), un'ex struttura psichiatrica fuori da Basingstoke. Quando arrivò il primo afflusso di feriti durante il ritiro da Dunkerque, ci fu un'organizzazione efficiente pronta a dare cure immediate: una situazione molto diversa se paragonata alla disponibilità di unità di chirurgia plastica nella prima guerra mondiale. Un’unità medica fu mandata con la BEF in Francia sotto il comando di Richard Battle, un chirurgo il cui maestro fu proprio Gillies. Questa fu la prima unità armata mobile di chirurgia plastica che fu inviata su un campo di battaglia.
Nel frattempo la guerra, soprattutto aerea, continuava e molti piloti ustionati furono ricoverati presso le unità mediche in Inghilterra, tra cui quella di Rooksdown. Qui fu proprio uno di questi piloti a portare lo streptococcus emolitico, i cui effetti furono devastanti.  Per eliminare il germe, si dovette aspettare l’introduzione della penicillina. L’atmosfera a Rooksdown rimase comunque tranquilla e tollerante: gli interventi di chirurgia continuarono ad avere successo, e questa è una delle ultime testimonianze importanti che consentono di far capire quanto Gillies vedesse l’arte della chirurgia plastica come un sollievo per l’umanità sofferente.

Gillies non ebbe mai dubbi sul suo operato ed anche molti anni dopo, in occasione del primo congresso internazionale di chirurgia plastica a Stoccolma (1955), dichiarò:
 Il tema dell'arte ha sostenuto gran parte del lavoro di Gillies. Ad esempio, è stato il primo chirurgo a realizzare registrazioni pittoriche di casi di ricostruzione pre e post-facciale. Inizialmente intraprese questo compito da solo, ma il lavoro fu poi affidato ad Henry Tonks, come già citato in precedenza. Gillies passava almeno un'ora prima di ogni operazione visualizzando il risultato finale. Su e giù per l'ospedale scarabocchiava disegni su pezzi di carta, ritagliandoli con forbici per poi rimontarli insieme. A volte usava un pezzo di cera per modellare su se stesso i lineamenti che sperava di riportare sul viso del paziente. Il suo metodo abituale, però, era quello di creare un modello in gesso di come immaginava che alla fine la faccia del paziente sarebbe apparsa: egli era senza dubbio il consumato "artista-chirurgo".

#### Pioniere della riassegnazione di genere
A causa dei continui problemi economici, Gillies continuò a lavorare anche dopo la fine della Seconda Guerra Mondiale. Nel 1946 realizzò con un collega una delle prime riassegnazioni chirurgiche del sesso su un paziente transessuale FtM, Michael Dillon. Nel 1951, insieme al dottor Ralph Millard, effettuò su Roberta Cowell una delle prime vaginoplastiche con tecnica dell'inversione di cute peniena, una tecnica molto recente che Gillies aveva praticato solo su dei cadaveri.

### Vita privata

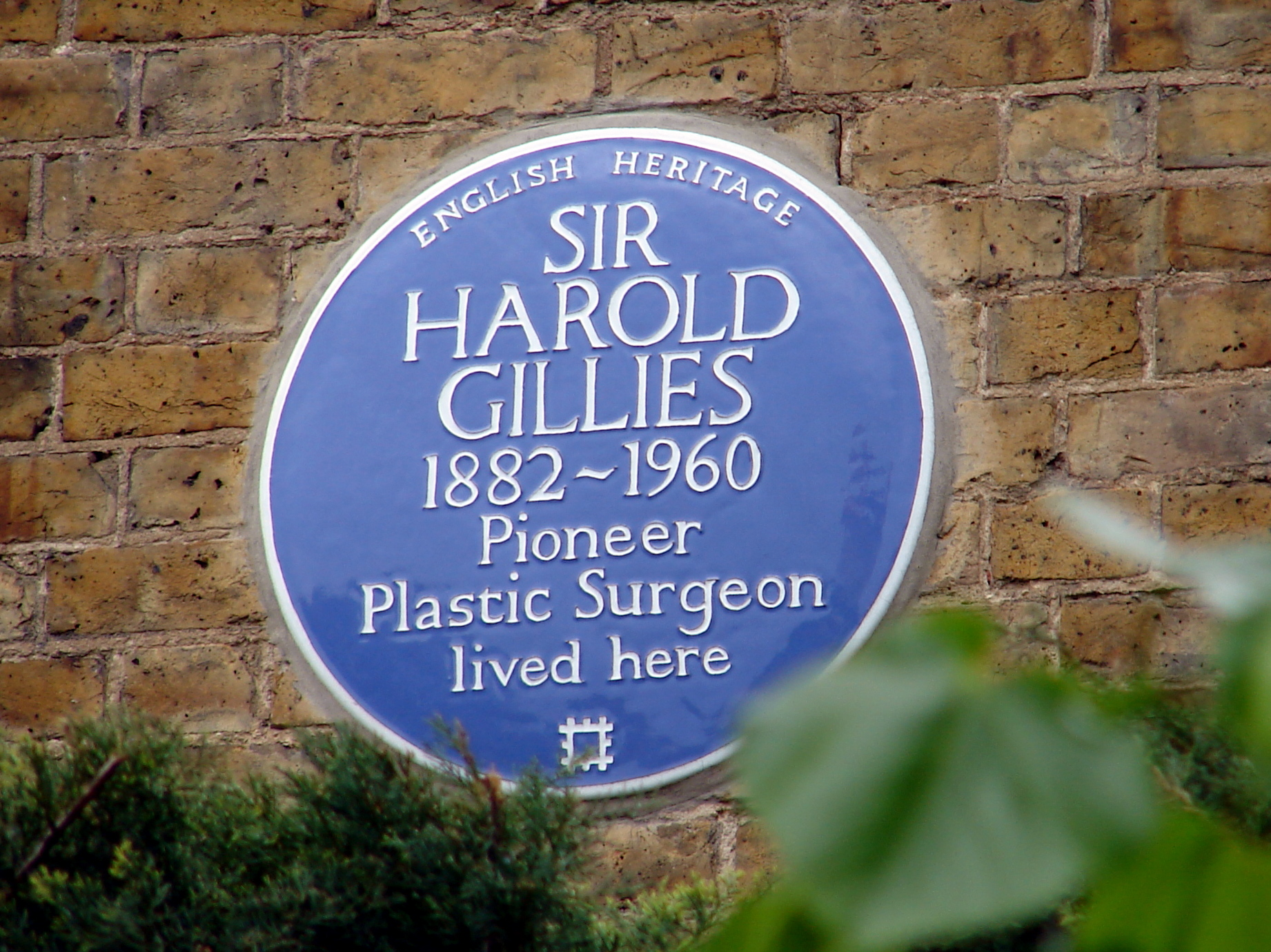
La targa che si può trovare, oggi, affissa presso la casa di Gillies

Gillies sposò Kathleen Margaret Jackson il 9 novembre 1911, a Londra. Ebbero 4 bambini. Suo figlio maggiore, John Gillies, ha pilotato lo Spitfires con la Squadron RAF numero 92 nella seconda guerra mondiale. John il 23 maggio 1940 divenne un POW (prigioniero di guerra) in Francia per tutta la durata del conflitto. Suo figlio più giovane, Michael Thomas Gillies, seguì le orme del padre divenendo medico. L’attore Daniel Gillies è un suo discendente.
Per molti anni la sua casa è stata nel cuore del villaggio di Hampstead a Londra. Una targa blu sul davanti di quella casa, ora, commemora la sua vita e il suo lavoro. Nel 2015, il Gonville e Caius College, a Cambridge ha costruito 12 case e ha intitolato la loro strada Harold Gillies Close (CB5 8ZD) in suo onore.
Durante gli ultimi anni della sua vita ebbe una trombosi cerebrale (conseguenza della sua arteriosclerosi). Morì il 10 settembre 1960 alla London Clinic, a Marylebone.

## Scritti Principali
- Gillies HD, Plastic Surgery of the Face, Henry Frowde, 1920, 1983[41].
- Gillies HD, Millard DR,The Principles and Art of Plastic Surgery, Butterworth, 1958[42].